# Drei Hierarchen
Die Drei Hierarchen (altgriechisch Οἱ Τρεῖς Ἱεράρχαι, russisch Три Святителя) des Christlichen Orients sind die drei Bischöfe Basilius der Große, Johannes Chrysostomos und Gregor der Theologe, die im 4. Jahrhundert in einem wichtigen Abschnitt der Kirchengeschichte das Christentum aus seiner gemeindebezogenen Enge herausgeführt haben. Dabei spielten sie eine entscheidende Rolle bei der Formung einer Christlichen Theologie.
Alle drei großen Kirchenlehrer sind ökumenische Heilige, verehrt also im christlichen Orient, im Katholizismus und Anglikanismus sowie anderen christlichen Kirchen. In der orthodoxen Kirche werden sie als Patrone der Bildungs- und Kultureinrichtungen verehrt. Die orthodoxe Kirche feiert am 30. Januar das Fest der Heiligen Drei Hierarchen.

## Ursprung des Begriffs
Der Begriff Hierarch ist aus dem allgemeinen deutschen Wortschatz heute verschwunden. Während er in der Brockhaus-Ausgabe von 1894 noch auftaucht, wird er dort heute nicht mehr aufgelistet. Hierarch bezeichnet in der orthodoxen Kirche jedoch einen kirchlichen Würdenträger, der über ein bestimmtes Gebiet die kirchliche Jurisdiktion hat. In der lateinischen Kirche entspricht ihm der Ordinarius.
Der Begriff Die Drei Heiligen Hierarchen geht auf die Dispute im Konstantinopel des 11. Jahrhunderts zurück, die um die Frage tobten, welcher der Drei Bischöfe denn der bedeutendste sei. Manche behaupteten, dies sei Basilius wegen seines Beispiels der christlichen und asketischen Lebensweise. Befürworter von Johannes Chrysostomus konterten, dass  der Goldmündige (ins Griechische übersetzt „Chrysostomos“) Erzbischof von Konstantinopel unerreicht war sowohl in der Redegewandtheit als auch in der Bekehrung von Sündern. Eine dritte Gruppe bestand wiederum darauf, dass Basilius’ enger Freund Gregor der Theologe gegenüber den anderen beiden zu bevorzugen sei wegen der Erhabenheit, Reinheit und Tiefgründigkeit seiner Homilien und seiner Glaubensverteidigung gegen die arianische Häresie. Alle drei Hierarchen haben eigene Heiligengedenktage im Januar: am 1. Januar Basilius, 25. Januar Gregor und 27. Januar Chrysostomus. Das orthodoxe Christentum lehrt, dass im Jahr 1084 die Drei Hierarchen dem Bischof von Euchaita Johannes Mauropous in einer Vision gemeinsam erschienen und sagten, dass sie vor Gott gleich seien. Deshalb wurde um 1100 der 30. Januar als ökumenischer Heiligengedenktag unter dem byzantinischen Kaiser Alexios I. eingeführt.